# Eduardo Rodríguez Larreta
Pour les articles homonymes, voir Eduardo Rodríguez (homonymie) et Rodríguez.
Eduardo Rodríguez Larreta (né le 11 décembre 1888 et mort le 15 août 1973) était un avocat, journaliste et homme politique uruguayen, qui fut Ministre des Affaires étrangères du gouvernement colorado de Juan José de Amézaga (1943-47). Larreta était lui-même membre du Parti national (dit blanco) et soutenait des positions libérales, tant sur le plan économique que sur le plan politique.
D'abord professeur de lettres, il devint par la suite avocat puis professeur de droit constitutionnel. Il était alors déjà membre du Parti blanco, dans lequel il défendait des positions progressistes pour l'époque, devenant l'un des porte-voix du « nationalisme indépendant », opposé à l'herrerisme. Il s'illustra à l'Assemblée constituante de 1917, aux côtés de son père, Aureliano, également député, ainsi que de ses futurs camarades fondateurs du quotidien El País, Leonel Aguirre, Washington Beltrán et Carlos Scheck, journal qui devint le porte-parole des blancos.
En 1945, le président colorado Amézaga lui proposa le portefeuille des Affaires étrangères, qu'il accepta. Partisan des Alliés contre l'Axe Rome-Berlin-Tokyo, il devint par la suite également un critique féroce du communisme, défendant la démocratie libérale.
Après son passage au ministère, il retourna au journalisme et à l'activité parlementaire, jusqu'à sa mort en août 1973, peu de temps après le coup d'État militaire.

## Source
- Brève biographie sur El País